# Tulipa banuensis
Tulipa banuensis là một loài thực vật có hoa trong họ Liliaceae. Loài này được Grey-Wilson miêu tả khoa học đầu tiên năm 1974.